# Марка Истрия
Марка Истрия (на немски: Mark Istrien) е територия на Каролингската империя на полуостров Истрия, образувана през 789 г. от Пипин, синът на Карл Велики.

## История
През 789 г. Пипин (Карлман), син на Карл Велики, подчинява Истрия на Франкската империя. През 803 г. Истрия е в състава на франкската Марка Фриули. През 827 г. Аквилейски патриархат получава метрополитската сила над Истрия и нейните епископски седалища. През 828/829 г. Марка Фриули, бившето лангобардско Фриулско херцогство, e разделено на четири графства. Истрия образува оттогава заедно с Графството Фриул Марка Аквилея.
Ото I дава Марка Аквилея (заедно с Марка Верона) от 952 г. на племеното Херцогство Бавария; от 976 г. Марка Аквилея е към Каринтия. През 1040 г. Истрия е направена от Хайнрих III на маркграфство на Свещената Римска империя, отделена от Марка Фриули.
Управлението на това маркграфство, което се нарича също и Мерания, от 1040 до 1208 г. е давано на различни благороднически родове, последно от 1170 г. на графовете на Андекс, наричани Андекс-Мерании. Император Ото IV я дава през 1208 г. на херцог Лудвиг от Бавария. Той я дава на патриарха на Аквилея, Волфгер от Ерла.
През 1331 г. Истрия е владение на Република Венеция. След 1364 г. Истрия е името на провинция Истрия на Хабсбургската монархия, Австрийската империя и Австро-Унгария. От 1382 г. територията е под закрилното владение на Хабсбургите.

## Маркграфове на Истрия
- ок. 799, Хунфрид
- ок. 804 Йоан, (херцог)

- 1012 – 1044, Попо I, граф на Ваймар, също маркграф на Марка Крайна от 1040
- 1060 – 1070, Улрих I, граф на Ваймар, също маркграф на Крайна от 1045
- 1077 – 1090, Хайнрих I Епенщайн, херцог на Каринтия (1090 – 1122)
- 1093 – 1101, Бурхард, граф на Ваймар-Орламюнде
- 1096 – 1098, Попо II, син на Улрих I, марграф на Крайна 1096
- 1096 – 1098, Попо II, 1070 – 1098, също маркграф на Крайна от 1096
- 1098 – 1107, Улрих II, брат, граф на Ваймар, също маркграф на Крайна 1070 – 1098

Спанхайми (Спонхайми):
- 1090 – 1096, Енгелберт I, също граф на Спанхайм
- 1108 – 1124, Енгелберт II, син на Енгелберт I, също маркграф на Крайна, херцог на Каринтия (1123 – 1135)
- 1124 – 1173, Енгелберт III, син на Енгелберт II, също маркграф на Крайна

Андекска династия:
- 1173 – 1188, Бертхолд I, също маркграф на Крайна
- 1188 – 1204, Бертхолд II, също маркграф на Крайна, херцог на Мерания (като Бертхолд IV) 1183
- 1204 – 1228, Хайнрих II, също маркграф на Крайна
- 1228 – 1234, Ото I, брат, също маркграф на Крайна, херцог на Мерания 1204, ландграф на Бургундия 1211 (като Ото II)
- 1234 – 1248, Ото II, също маркграф на Крайна, херцог на Мерания и ландграф на пфалцграфство Бургундия (като Ото III)